# Egretta rufescens
La garceta rojiza o garza piquirrosa (Egretta rufescens) es una especie de ave pelecaniforme de la familia Ardeidae propia de América.

## Descripción
Esta garza puede llegar a medir en su edad madura de 66 a 77 cm de alto, y puede lograr el peso de 500 gramos. Esta garza es de tamaño mediano, con patas largas, cuello largo y un pico largo y puntiagudo de color rosado con la punta negra. Es notablemente más grande que otras especies coexistentes del género Egretta, pero más pequeña que la garza azulada (Ardea herodias) y la garza blanca grande (Ardea alba). Sus patas y pies son de un color azul-negro. Aunque el dimorfismo sexual es poco pronunciado, existen dos morfologías de color distintas. La morfa oscura adulta tiene un cuerpo de color gris pizarra y una cabeza y cuello rojizos. La morfa blanca adulta tiene un plumaje completamente blanco en el cuerpo. Las aves jóvenes tienen un cuerpo, cabeza y cuello de color marrón.

## Distribución y hábitat
Se encuentra en América del Norte, Antillas y América central hasta Colombia y Venezuela. Habita en agua salada como manglares, lagos, mares y las orillas de los océanos.

## Comportamiento
Hace sus propios nidos, para colocar allí sus crías, es capaz de poner de dos a siete huevos. Se alimenta principalmente de peces pequeños.

## Subespecies
Se conocen dos subespecies de Egretta rufescens:
- Egretta rufescens dickeyi (Van Rossem, 1926)
- Egretta rufescens rufescens (Gmelin, 1789)